# 马须伦
马须伦（1964年—），河南商丘人，汉族，中华人民共和国政治人物、第十二届全国人民代表大会上海地区代表。
华中科技大学机械学院工业工程专业毕业，工程硕士，注册会计师。毕业于中央党校经济管理专业，加入中国共产党。2013年，被选为全国人大代表。

## 简历
2004年9月，任中国国际航空股份有限公司总裁，党委副书记；2004年12月，任中国航空集团党组成员；2007年1月，任中国航空集团公司副总经理；
2008年12月，任中国东方航空股份有限公司总经理；2009年2月，任东方航空股份有限公司董事；2011年11月，任东航集团党组书记、副董事长，东方航空股份有限公司副董事长、总经理、党委副书记；2016年12月，任中国东方航空集团公司总经理；
2019年1月调任中国南方航空集团有限公司董事、总经理、党组副书记。2020年11月任南航集团董事长，12月在南方航空召开的第八届董事会第十五次会议上当选董事长。